# Патерна-дель-Мадера
Патерна-дель-Мадера (ісп. Paterna del Madera) — муніципалітет в Іспанії, у складі автономної спільноти Кастилія-Ла-Манча, у провінції Альбасете. Населення — 462 особи (2010).
Муніципалітет розташований на відстані близько 230 км на південний схід від Мадрида, 60 км на південний захід від Альбасете.
На території муніципалітету розташовані такі населені пункти: (дані про населення за 2010 рік)
- Батан-дель-Пуерто: 17 осіб
- Каса-Нуева: 4 особи
- Каса-Роса: 11 осіб
- Лос-Катальмерехос: 8 осіб
- Кортіхо-де-Тортас: 5 осіб
- Патерна-дель-Мадера: 377 осіб
- Ріо-Мадера: 40 осіб

## Демографія
Динаміка населення (INE ):

## Галерея зображень

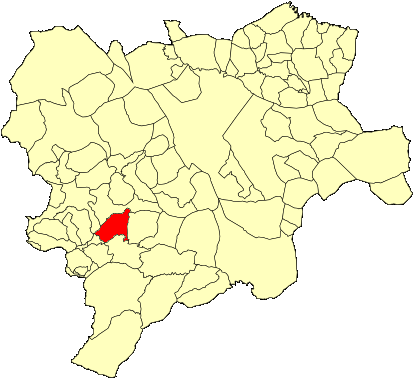
Розташування муніципалітету у провінції Альбасете
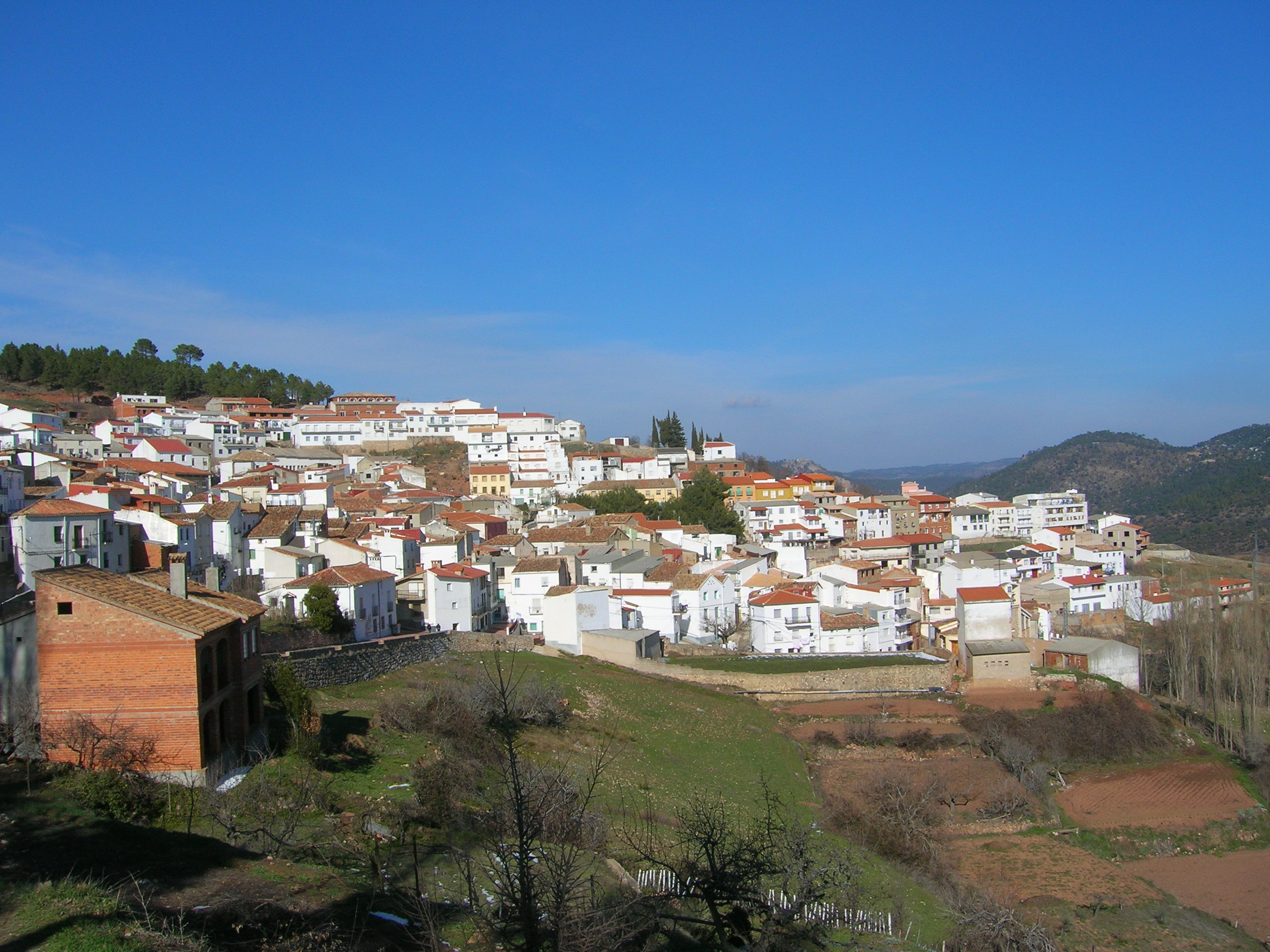
Патерна-дель-Мадера